# Hannie Kunst
Hannie Kunst (Groningen, 24 oktober 1950) is een Nederlands politicus namens de PvdA.
Kunst ging in Groningen naar school en rondde in 1971 de Kweekschool af. Hierna ging ze aan de slag als leerkracht op verschillende scholen. Kunst werd voorlichter bij de Provincie Drenthe en werkte daarna bij de Nationale Woningraad Noord-Nederland. In 1991 ging Kunst in Nijmegen bij een woningcorporatie werken. In 2006 werd ze wethouder in Nijmegen. In 2010 kwam zij na de collegevorming terug als wethouder met de portefeuilles stedelijke ontwikkeling, cultuurhistorie, maatschappelijk vastgoed en P&O. In 2014 nam zij afscheid.